# Fiori musicali
Fiori musicali (italienisch ‚Musikalische Blumen‘ oder ‚Musikalische Blüten‘), mit vollständigerem Titel: Fiori musicali di diverse compositioni, toccate, kyrie, canzoni, capricci, e recercari, in partitura ... (‚Musikalische Blüten verschiedener Kompositionen: Toccaten, Kyrie-Sätze, Kanzonen, Capricci, Ricercare, in Partitur ...‘), ist eine berühmte Publikation des italienischen Komponisten Girolamo Frescobaldi (1583–1643). Die frühbarocke Sammlung trägt die Opuszahl 12 und wurde erstmals 1635 in Venedig bei Alessandro Vincenti veröffentlicht. Sie ist Kardinal Antonio Barberini (1607–1671) gewidmet. Zur damaligen Zeit arbeitete Frescobaldi am Petersdom in Rom.

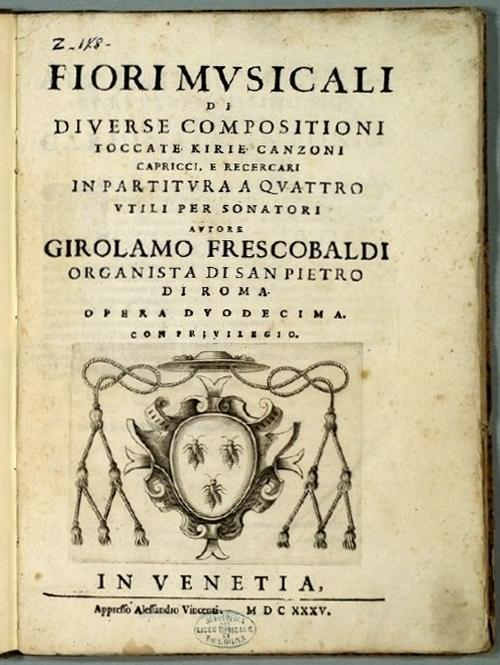
Titelseite der Erstausgabe, 1635.

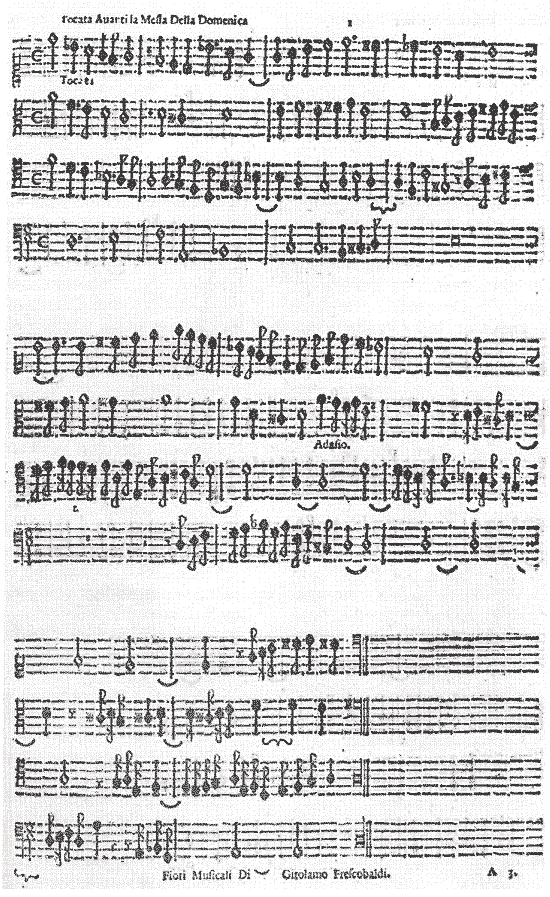
Faksimile des ersten Stückes der Fiori musicali: Toccata avanti la Messa della Domenica (Toccata vor der Sonntagsmesse) (vierstimmige Partitur mit Sopran-, Alt-, Tenor- und Bassschlüssel)

Die Sammlung enthält siebenundvierzig liturgische Stücke für die Orgel in Form von drei Messen sowie zwei profane Werke. Der Inhalt wurde nach dem Caeremoniale Episcoporum jussu Clementis VIII, dem liturgischen Zeremonienbuch der Bischöfe von Papst Clemens VIII., komponiert, das zu Anfang des 17. Jahrhunderts vom Heiligen Stuhl herausgegeben wurde.
In der Sammlung werden im Rahmen dreier sechsteilig gegliederter Orgelmessen – den drei Zyklen: Sonntagsmesse, Apostelmesse und Marienmesse – cantus-firmus-gebundene Sätze, Werke freien Stils (Toccaten), streng kontrapunktische Werke (Ricercari und Kanzonen), geistliche Werke sowie abschließend zwei Capricci über die weltlichen Melodien Bergamasca und Girolmeta miteinander kombiniert.
Die Stücke der Fiori musicali zählen zu den anspruchsvollsten Werken Frescobaldis. Herausragende Einzelstücke in der Sammlung sind beispielsweise im ersten Zyklus die Kanzone dopo l’epistola (vor der Epistel), das Ricercar dopo il credo (vor dem Credo), die Chromatische Toccata während der Elevation (Toccata cromatica per l’Elevatione) und die Kanzone vor der Kommunion (Canzon post il Communione), außerdem die Bergamasca und das Capriccio sopra la Girolmeta.

## Inhaltsübersicht
| jeweiliger Teil der Messe                    | Messa della Domenica (Sonntagsmesse) (Orbis factor) | Messa delli Apostoli (Apostelmesse) (Cunctipotens Genitor Deus)                    | Messa della Madonna (Marienmesse) (Cum jubilo)                |
| -------------------------------------------- | --------------------------------------------------- | ---------------------------------------------------------------------------------- | ------------------------------------------------------------- |
| Avanti la Messa (vor der Messe)              | Toccata                                             | Toccata                                                                            | Toccata                                                       |
| Kyrie, Christe                               | 12 Versetten                                        | 8 Versetten                                                                        | 6 Versetten                                                   |
| dopo l’epistola (Graduale, nach der Epistel) | Canzona                                             | Canzona                                                                            | Canzona                                                       |
| dopo il Credo (nach dem Credo – Offertorium) | Ricercar                                            | Toccata e Ricercar (Recercar Chromaticho post il Credo), Ricercar (Altro recercar) | Ricercar, Toccata e Ricercar (Recercar con obligo di cantare) |
| per l’Elevazione (während der Elevation)     | Toccata (Toccata cromaticha per l’elevatione)       | Toccata (per le levatione), Ricercar (Recercar con obligo del Basso come apare)    | Toccata (per l’elevatione)                                    |
| post il Communio (nach der Kommunion)        | Canzona                                             | Canzona (Canzon quarti toni)                                                       |                                                               |

## Vorwort des Komponisten
Der Text des Vorwortes des Komponisten (Al Lettore / An den Leser) lautet (mit einer freien deutschen Übersetzung):
| Essendo stato sempre desideroso (per quel talento che mi è da Dio conceduto) di giouare con le mie fatiche alli studiosi di detta professione, sempre ho dimostrato al mondo con le mie Stampe d’intauolatura, & in partitura di ogni sorte capricci e d’inuentioni dar segno del mio dessideroso affetto, accio che ogniuno vedendo, e studiando le mie opre ne restasse contento, & approfittato. Con questo mio libro dirò solo che il mio principal fine è di giouare alli Organisti hauendo fatto tale compositione di tal stile di sonare, che potranno rispondere à messe & à Vespri, il che conoscendo esser à loro di molto profitto e Potranno anco seruirsi à suo beneplacito di detti Versi, nelle Canzoni finire nelle sue Cadenze così ne Ricercari, quando paressero troppo lunghi, stimo di molta importanza à sonatori, il praticare le partiture perché non solo stimo, à chi ha desiderio affatticarsi in tal compositione ma necessario Essendo che tal materia quasi paragone distingue e fa conoscere il vero oro delle virtuose attioni dal Ignoranti[.] altro non mi occorre solo che l’esperienza è del tutto maestra: proui, & esperimenti chi vol in questa arte auanzarsi la Verità di quanto ho detto [e] vedrà quanto esequirà di profitto. 1 Nelle Toccate quando si trouerà alcuni trilli ouero passi affettuosi sonarli adagio e nelle crome seguite nelle parti insieme fargli alquanto allegri e nelli trilli siano fatti più adagio con il lentar la battuta benché le toccate si deuono fare à suo beneplacito secondo il gusto del sonatore. 2 Li principi di tutte le Toccate ben che siano di crome potransi fare adagio, e poi secondo i loro passi farli allegri. 3 Nelli Kirie alcuni si potranno sonare con battuta allegra, &altri con lenta come parerà a giuditio di chi sonarà. 4 Anchora detti versi benché siano fatti per kirie potranno seruire alcuni come più piacerà per altri affetti. 5 Nelli Canti fermi benché siano legati per non impedire le mani si potranno sciorre più comodità hauendo usato tuta quella facilità che habbià saputo. | Da ich (durch das Talent, welches Gott mir verliehen hat) schon immer darauf bedacht gewesen bin, anderen Ausübenden des musikalischen Berufes mit meinen Bemühungen von Nutzen zu sein, habe ich der Welt mit meinen gedruckten Tabulaturen und Partituren aller Arten von Capricci und Inventionen stets meine sehnsüchtige Neigung erwiesen, dass jeder, der meine Werke sieht und studiert, damit zufrieden ist und einen Nutzen daraus zieht. Der Hauptzweck des Buches ist, den Organisten behilflich zu sein. Ich habe die verschiedenen Kompositionen in einem solchen Stil geschrieben, dass sie für Messen und für Vespern geeignet sind, was für sie von großem Nutzen sein wird. Nach eigenem Gutdünken können sie sich auch der besagten Versetten annehmen. Wenn sie die Kanzonen oder Ricercari für zu lang erachten, können sie in den (Pausen oder) Kadenzen beendet werden. Ich erachte es für sehr wichtig, dass die Organisten aus der Partitur spielen können; nicht nur für diejenigen, die das Bedürfnis verspüren, sich mit solchen Kompositionen ernsthaft abzumühen – sondern notwendigerweise dient diese Materie als klare Abgrenzung dafür, die wahren Virtuosen zu kennzeichnen und sie von den Ignoranten zu unterscheiden – anderes brauche ich nicht, nur dass die Erfahrung die Meisterin von allem ist: wer in dieser Kunst fortschreiten will, probiere aus, und erfahre die Wahrheit dessen, was ich gesagt habe, und er wird sehen, wie viel er davon profitieren wird. 1. In den Toccaten spiele man dort, wo man einige Triller oder affettuoso-Passagen findet, adagio, und in den folgenden Achteln im Zusammenspiel diese so ziemlich allegro, und die Triller seien eher adagio gespielt, wobei sich gleichzeitig der Rhythmus verlangsamt; allerdings müssen die Toccaten nach Wohlgefallen und Geschmack des Spielers ausgeführt werden. 2. Die Anfänge aller Toccaten, auch wenn sie in Achteln notiert wurden, können adagio gespielt werden, und dann in den Läufen allegro. 3. In den Kyrie können einige im allegro und andere im langsamen Tempo gespielt werden, je nach Gustus des Ausführenden. 4. Auch wenn die besagten Versetten für das Kyrie geschrieben sind, können einige auch anderen Zwecken dienen, wie es beliebt. 5. In den Canti fermi (gregorianischen Themen) müssen die Melodien gebunden gespielt werden; um die Hände nicht zu behindern, kann man die Bindungen zur größeren Bequemlichkeit auch lösen. Was den Rest betrifft, habe ich alles so weit möglich leicht zu machen versucht. |

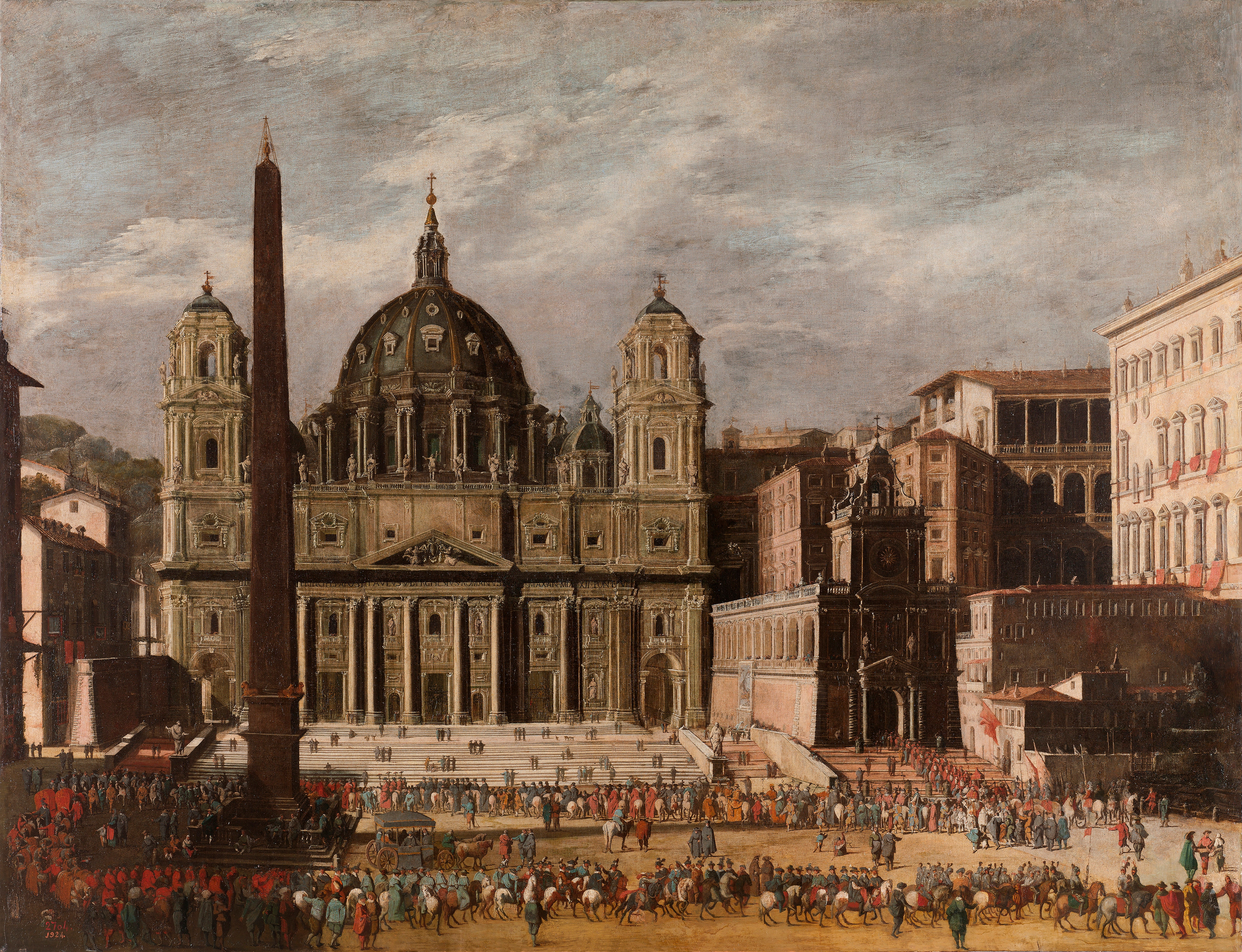
Ein Gemälde des Petersdoms in Rom aus dem Jahr 1636.

## Einfluss
Der süddeutsche Komponist Johann Jakob Froberger (1616–1667) war einer der Schüler Frescobaldis in Rom. Johann Sebastian Bach schrieb seine Fiori musicali eigenhändig ab (1714). Teile der Sammlung wurden in die musiktheoretische Abhandlung Gradus ad parnassum (1725) von Johann Joseph Fux aufgenommen, die bis ins 19. Jahrhundert hinein lange in Gebrauch blieb. Der Komponist Jan Dismas Zelenka (1679–1745) arrangierte Teile der Fiori musicali für Orchester.

## Ausgaben (Auswahl)
Eine bekanntere moderne Orgel-Ausgabe (in drei Systemen, mit Registrierungs- und weiteren musikalischen Gestaltungsvorschlägen) ist die von Joseph Bonnet (1884–1944) und Alexandre Guilmant (1837–1911) (Grands maîtres anciens de l’orgue, v. 1. Edition nationale de musique classique, no. 5313, Paris 1922). Eine Ausgabe von Fernando Germani (1906–1998) erschien 1936 in Rom (Alberto de Santis, 1936). Eine moderne Faksimile-Ausgabe besorgte Philippe Lescat (1955–2002), eine Ausgabe in moderner Schlüsselung (für Violinen, Viola und Cello) Lucian Beschiu (geb. 1986). Die Fiori musicali (1635) erschienen auch als Band I der Ausgewählten Orgelwerke in zwei Bänden, hrsg. von Hermann Keller (Leipzig: Peters, 4514) und als Band 5 der Orgel- und Klavier-Werke (Gesamtausgabe nach dem Urtext hg. v. Pierre Pidoux (1905–2001), Kassel-Basel 1949, Bärenreiter 2205).

## Beispiel im modernen Satz in zwei Systemen
Anfang der Kanzone vor der Epistel (Canzona dopo l’epistola) aus dem ersten Zyklus (notiert auf zwei Systemen im Violin- und Bassschlüssel)